# Mateus Evangelista Cardoso
Mateus Evangelista Cardoso (Porto Velho, Rondonia, 15 de febrero de 1994) es un atleta paralímpico brasileño con parálisis cerebral. Compite en varias pruebas de atletismo de la clasificación T37. Representó a Brasil en los Juegos Paralímpicos de Verano 2016 celebrados en Río de Janeiro y ganó la medalla de plata en la prueba masculina de salto de longitud T37. También terminó en cuarto lugar en la prueba de los 100 metros T37.

## Carrera deportiva
Evangelista tiene parálisis cerebral congénita, que en su caso afecta el lado derecho del cuerpo. Comenzó a practicar  atletismo a la edad de 13 años. También ha jugado fútbol 7 y participó en este deporte durante los Juegos Juveniles Parapanamericanos de 2009.
Representó a su país en los Juegos Parapanamericanos 2015 celebrados en Toronto (Canadá) y ganó la medalla de oro en la prueba de salto de longitud y en las de 100 m y 200 m, ambas de la clase T37.
En el Campeonato del Mundo de Atletismo Paralímpico 2017 de Londres ganó la medalla de oro en el evento T37 de 100 metros masculino, la medalla de plata en el evento T37 de 200 metros masculino y también la medalla de plata en el evento T37 de salto de longitud masculino. Dos años después, en el Campeonato del Mundo de 2019, ganó la medalla de plata en el evento T37 de salto de longitud masculino y se clasificó para representar a Brasil en los Juegos Paralímpicos de Verano 2020 en Tokio, Japón. 
También participó en los Juegos Parapanamericanos 2019 en Lima (Perú), donde ganó la medalla de oro en los 100 metros y la de plata en los 200 metros y en el salto de longitud.